# Michael Kröchert
Michael Kröchert (* 1975 in Hildesheim) ist ein deutscher Schriftsteller. 

## Leben
Michael Kröchert wuchs in Hildesheim auf. Nach dem Abitur am Scharnhorstgymnasium studierte er Film- und Fernsehdramaturgie an der Hochschule für Film und Fernsehen Konrad Wolf in Potsdam-Babelsberg. Seit 2004 lebt Kröchert als freier Schriftsteller und Journalist in Berlin. Er veröffentlichte Reportagen in Taz und Berliner Kurier und fotografierte für Der Freitag und Zeit Online.
Mit seinem Sachbuch Autobahn. Ein Jahr zwischen Mythos und Alptraum ergründete er den „Mythos Autobahn“.  Er fotografierte unter dem Pseudonym Karl van Worm.
Der Ort der Handlung seines Debütromans Wasserläufer ist ein See im Dahmeland, südöstlich von Berlin. Der Protagonist befindet sich dabei fast durchgängig auf einem selbstgebauten Floß.

## Buchveröffentlichungen
- Autobahn. Ein Jahr zwischen Mythos und Alptraum. Sachbuch. Tropen Verlag, Berlin 2020, ISBN 978-3-608-50448-4.
- Wasserläufer. Roman. Tropen Verlag, Berlin 2023, ISBN 978-3-608-50016-5.